# Pomnik Lizykratesa
Pomnik Lizykratesa – monument wzniesiony dla upamiętnienia zwycięstwa chóru Lizykratesa podczas Wielkich Dionizjów w 335/334 p.n.e. Znajduje się w Atenach po wschodniej stronie Akropolu, przy wiodącej z Agory do Teatru Dionizosa tzw. Ulicy Trójnogów, wzdłuż której w starożytności wznoszono budowle służące ekspozycji brązowych trójnogów, wręczanych jako nagroda zwycięzcom w agonie tragicznym. Jest to jedyny pomnik chorega zachowany do czasów współczesnych w dość dobrym stanie.
Pomnik ustawiony jest na wysokim, prostopadłościennym cokole wzniesionym z bloków granitowych, wyłożonym u góry płytami z marmuru hymetyckiego. Ma formę posadowionego na trzystopniowej podstawie tolosu, pustego w środku, z sześcioma kolumnami w porządku korynckim (jest to najstarszy znany przykład użycia porządku korynckiego w fasadzie budowli). Do jego budowy użyto białego marmuru pentelickiego. U góry znajduje się trójdzielny architraw i fryz zdobiony reliefem przedstawiającym historię z mitu o Dionizosie porwanym przez piratów. Całość pokrywa wypukły dach wykonany z jednego bloku marmurowego, zwieńczony akantem, na którym dawniej umieszczony był brązowy trójnóg.
W czasach nowożytnych monument nazywany był „Latarnią Demostenesa” i „Latarnią Diogenesa”. W 1669 roku stał się własnością pobliskiego konwentu kapucynów, którzy zaadaptowali puste wnętrze budowli na bibliotekę. Pomnik przetrwał zniszczenie klasztoru podczas wojny o niepodległość Grecji i w drugiej połowie XIX wieku został poddany restauracji.